# Photuris
Genre
Photuris est un genre de lucioles (coléoptères de la famille des Lampyridae). Les femelles de ces coléoptères imitent les signaux lumineux des femelles d'autres espèces de lucioles pour attirer, tuer et manger les mâles. Leurs signaux d'appel lumineux clignotant semblent avoir évolué indépendamment et s'être à la longue finalement adapté à ceux de leurs proies, essentiellement les genres Photinus ou Pyractomena.

## Liste d'espèces
Selon NCBI (26 juin 2011) :
- Photuris congener
- Photuris aff. lucicrescens KSH1
- Photuris pennsylvanica
- Photuris quadrifulgens
- Photuris tremulans
- Photuris sp. A JCD-2007

Selon ITIS (26 juin 2011) :
- Photuris aureolucens Barber, 1951
- Photuris bethaniensis McDermot, 1953
- Photuris brunnipennis Jacquelin du Val in Sagra, 1856
- Photuris caerulucens Barber, 1951
- Photuris cinctipennis Barber, 1951
- Photuris congener LeConte, 1852
- Photuris divisa LeConte, 1852
- Photuris fairchildi Barber, 1951
- Photuris frontalis LeConte, 1852
- Photuris hebes Barber, 1951
- Photuris lineatocollis Motschulsky, 1854
- Photuris lucicrescens Barber, 1951
- Photuris missouriensis McDermot, 1962
- Photuris pennsylvanica (De Geer, 1774)
- Photuris potomaca Barber, 1951
- Photuris pyralomima Barber, 1951
- Photuris salina Barber, 1951
- Photuris tremulans Barber, 1951
- Photuris trivittata Lloyd & Ballantyne, 2003
- Photuris versicolor (Fabricius, 1798)